# Xocotla, Coscomatepec
Xocotla är en ort i Mexiko.   Den ligger i kommunen Coscomatepec och delstaten Veracruz, i den sydöstra delen av landet, 220 km öster om huvudstaden Mexico City. Xocotla ligger 2 013 meter över havet och antalet invånare är 4 736.
Terrängen runt Xocotla är varierad. Runt Xocotla är det ganska tätbefolkat, med 155 invånare per kvadratkilometer. Närmaste större samhälle är Orizaba, 18,1 km söder om Xocotla. I omgivningarna runt Xocotla växer huvudsakligen savannskog.